# Sheridan County (Kansas)
Sheridan County je okres ve státě Kansas v USA. K roku 2010 zde žilo 2 556 obyvatel. Správním městem okresu je Hoxie. Celková rozloha okresu činí 2 322 km².